# Teen Spirit - Un ballo per il paradiso
Teen Spirit - Un ballo per il paradiso (Teen Spirit) è un film televisivo del 2011 andato in onda per la prima volta in chiaro su Sky Cinema Comedy.

## Trama
Amber Pollock, una snob e popolare studentessa dell'ultimo anno di liceo, muore dopo essere stata eletta Regina del Ballo di fine anno.
Per guadagnarsi il Paradiso la ragazza deve tornare a scuola sotto forma di fantasma e trasformare Lisa Sommers, la ragazza meno popolare della scuola, in reginetta del ballo in una settimana, che però Amber ha sempre visto dall'alto verso il basso. Tornata sulla terra Amber scopre che solo Lisa può vederla e sentirla 
All'inizio, Lisa non vuole diventare popolare, ma poi, dopo che Amber l'ha convinta a mandare un'email a tutta la scuola per spostare la festa che Carlita Cache aveva organizzato a casa sua, si abitua all'idea e diventa snob come lei.
Presto, Amber e Lisa scopriranno che l'amico di quest'ultima, Raj Kurkuri è stato incolpato dal vice-preside di aver mandato l'email, ma Lisa non interviene.
La migliore amica di Lisa, Selena, notando il suo strano comportamento, si rivolge alla zia medium che usa la magia nera per evocare Amber, che diventa visibile anche a loro, per dirle di lasciare in pace l'amica, ma Amber aveva già deciso di farla tornare normale, pur di rinunciare al Paradiso.
Amber porta Lisa in macchina in un luogo sperduto per fare in modo che non vada al ballo e le ruba le chiavi. Lisa prova a chiamare tutti i suoi amici, anche il suo fidanzato Nick, ma tutti si rifiutano di aiutarla. Vengono a prenderla Selena, Raj e Collin, i suoi migliori amici, che la perdonano 
Amber intanto nel aldilà sale su un furgone diretto all'inferno. Arrivata al ballo Lisa svela al vice-preside che è stata lei a spedire l'email e per questo viene sospesa. Entrata di nascosto al ballo Lisa riesce a far eleggere Re del Ballo il suo amico Raj e così facendo salva Amber dall'inferno. Amber riappare per ringraziare Lisa e va in paradiso.